# Kansas City NWSL
FC Kansas City er en professionel fodboldklub for kvinder, med hjemmebane i Kansas City, Kansas, USA. Holdet begyndte at spille i National Women's Soccer League i 2013 og vandt mesterskabet i 2014. De genvandt mesterskabet i 2015.

## Spillere og trænere

### Aktuel trup
Oversigten er opdateret til og med 3. august 2017
| Nr. | Position        | Spiller                    | Nation      |
| --- | --------------- | -------------------------- | ----------- |
| 2   | Angriber        | Shea Groom                 | USA         |
| 3   | Forsvarsspiller | Becca Moros                | USA         |
| 4   | Forsvarsspiller | Becky Sauerbrunn (kaptajn) | USA         |
| 5   | Forsvarsspiller | Alex Arlitt                | USA         |
| 6   | Forsvarsspiller | Katie Bowen                | New Zealand |
| 7   | Midtbanespiller | Mandy Laddish              | USA         |
| 8   | Angriber        | Amy Rodriguez              | USA         |
| 9   | Midtbanespiller | Lo'eau LaBonta             | USA         |
| 10  | Midtbanespiller | Yael Averbuch              | USA         |
| 11  | Midtbanespiller | Desiree Scott              | Canada      |
| 13  | Forsvarsspiller | Brittany Taylor            | USA         |
| 14  | Angriber        | Sydney Leroux              | USA         |
| 15  | Midtbanespiller | Erika Tymrak               | USA         |
| 17  | Forsvarsspiller | Sydney Miramontez          | USA         |
| 18  | Målmand         | Nicole Barnhart (kaptajn)  | USA         |
| 19  | Målmand         | Cat Parkhill               | USA         |
| 21  | Midtbanespiller | Caroline Flynn             | USA         |
| 25  | Angriber        | Brittany Ratcliffe         | USA         |
| 31  | Forsvarsspiller | Christina Gibbons          | USA         |
| 44  | Angriber        | Maegan Kelly               | Canada      |
| 88  | Midtbanespiller | Alexa Newfield             | USA         |

### Cheftrænere
- Vlatko Andonovski (2013–nu)[4]